# 21801 Ančerl
(21801) Ančerl, denumire internațională (21801) Ancerl, este un asteroid din centura principală de asteroizi.

## Descriere
21801 Ančerl este un asteroid din centura principală de asteroizi. A fost descoperit pe 2 octombrie 1999 la Observatorul din Ondřejov de Lenka Šarounová. Asteroidul prezintă o orbită caracterizată de o semiaxă mare de 2,39 ua, o excentricitate de 0,09 și o înclinație de 5,4° în raport cu ecliptica.